# Seebeetgraben
Der Seebeetgraben ist Bach im Stadtgebiet von Ilshofen im Landkreis Schwäbisch Hall im nordöstlichen Baden-Württemberg, der nach anderthalb Kilometer langem Lauf nach Norden beim Weiler Oberschmerach der Kleinstadt von links in die obere Schmerach mündet.

## Geographie

### Verlauf
Der Seebeetgraben entsteht 1,2 km ostsüdöstlich der Ortsmitte des Ilshofener Dorfes Eckartshausen am Südrand des recht flachen Wiesengewanns Seebeet zum Fuß des Burgbergwald-Ausläufers auf etwa 433 m ü. NHN. Dort beginnt in beweidetem Gebiet ein zunächst nordöstlich ziehender, wenig eingetiefter und sommers oft trockenfallender Graben, der nach etwa hundert Metern eine feuchte und krautige Kuhle durchläuft, in der er sich mit einem von Süden her kommenden, etwa gleich langen Grabenast vereint. Weniger als fünfzig Meter später erreicht er den Rand eines etwa ostwärts laufenden, gut ausgebauten Feldweges, dem er anfangs diesseits, bald auf der anderen Seite entlangzieht.
Weniger als 200 Meter später läuft erneut ein etwa 300 Meter langer Graben selben Typs von Süden her zu, der im Wiesengewann Brenntle ebenfalls am Waldrand seinen Anfang nimmt. Am Zufluss kehrt sich der Bach auf verdolten Lauf unter einer Wiese nach Norden bis zur Bahnstrecke Crailsheim–Heilbronn, die er unterquert.  Jenseits stehen erstmals ein paar Bäume und Sträucher am Lauf, der nun meist von Äckern gesäumt ist. In schmalen Schlingen zieht er in seiner natürlichen Mulde weiter und passiert den Weiler Oberschmerach an dessen Westrand, wo er wiederum kurz von dichtem Feldgehölz begleitet ist, und unterquert dann die L 1040 Eckartshausen–Unterschmerach. Jenseits bleiben ihm noch etwa 150 Meter kahlen Laufs unter einem landwirtschaftlichen Anwesen neueren Datums am immer noch recht niedrigen linken Hang. Dann mündet er auf etwa 424 m ü. NHN von links in die obere Schmerach, die dort etwa 3,5 km unterhalb ihres Ursprungs das letzte Stück ihres Oberlauf-Linksbogens durchläuft. 
Der Seebeetgraben mündet nach etwa 1,5 km langem Lauf mit mittleren Sohlgefälle von rund 5,8 ‰ ungefähr nach Nordnordosten rund 9 Höhenmeter unterhalb seines Grabenbeginns.

### Einzugsgebiet
Der Seebeetgraben hat ein etwa 1,4 km² großes Einzugsgebiet, das naturräumlich gesehen zum größeren Teil im Unterraum Haller Ebene der Hohenloher und Haller Ebene liegt; die am Wasserreservoir im Lehenholz bis auf etwa 473 m ü. NHN ansteigenden Waldhügel am Südrand zählen schon zum Unterraum Burgberg-Vorhöhen und Speltachbucht des Nachbar-Naturraums Schwäbisch-Fränkische Waldberge. Im Westen grenzt das Einzugsgebiet des Eckartshauser Baches an, der deutlich weiter abwärts ebenfalls von links in die Schmerach mündet, im Osten ist der Oberlauf der Schmerach selbst das nächste Gewässer, diese ist wegen ihres südlicheren Ursprungs und ihres gebogenen Laufes bis zur Zumündung des Seebeetgrabens mehr als doppelt so lang und doppelt so einzugsgebietsreich.
Auf einem Viertel bis einem Drittel des Einzugsgebietes, vor allem im Süden, steht Wald, vor dem in der Ebene bis zur Bahnlinie dann Weidewiesen liegen. Danach gibt es in der Flur fast nur noch Äcker. Siedlungsplätze darin sind der kleine Weiler Oberschmerach am rechten Hang der Unterlaufmulde (fast ganz innerhalb), ein zugehöriger Aussiedlerhof links über dem untersten Lauf und der östliche Teil des Gewerbegebietes, das sich von Eckartshausen ein Stück weit entlang der L 1040 erstreckt. Das gesamte Gebiet liegt in der Eckartshausener Teilgemarkung der Kleinstadt Ilshofen.

## Geologie
Im gesamten Einzugsgebiet stehen mesozoische Schichten des Mittleren und Unteren Keupers an. Nach Fläche dominiert der Gipskeuper (Grabfeld-Formation), der von den höchsten Berghöhen im Süden bis zum Mittellauf in der Mulde liegt und auf den beidseitigen Hängen fast bis zur Mündung. Darunter setzt in der Mulde der Lettenkeuper (Erfurt-Formation) etwa 150 Meter nördlich der Bahnlinie ein. Angeschwemmtes und verwittertes Material überdeckt die Verebnungsfläche in den Gewannen Seebeet und Brenntle und zieht sich dann in der Talmulde weiter bachab, bis der Seebeetgraben in der Mulde seiner knappen unteren Laufhälfte in einem Sedimentband aus Abschwemmmassen läuft. Dort ragt auch auf dem linken Hügelkamm eine große Lösssedimentinsel aus quartärer Ablagerung etwas ins Einzugsgebiet.

## Natur und Schutzgebiete
Die Trasse des Seebeetgrabens lässt die menschliche Hand erkennen. Südlich der Bahnlinie laufen er und seine Seitenzweige in recht gerade gezogenen Gräben ohne jeden Baum- oder Strauchbewuchs an der Seite, meist jedoch in der Mitte ihren natürlichen, sehr flachen Mulden. Am Zusammenfluss der ersten zwei Bachäste gibt es in sumpfiger Kuhle ein Rohrglanzgras-Röhricht. Der zweite Grabenzufluss berührt quellnah ebenfalls ein Röhricht und passiert dort eine Nasswiese in einer kleinen Mulde, vielleicht nach Genese eine plombierte Gipskeuperdoline. Nach der Bahnlinie sind Talmulde und Bach schwach geschlungen, nun stehen sporadisch auch Bäume und Sträucher am Lauf, doch gibt es keine längere zusammenhängende Galerie dem Bach entlang.

### LUBW
Amtliche Online-Gewässerkarte mit passendem Ausschnitt und den hier benutzten Layern: Lauf und Einzugsgebiet des Seebeetgrabens

Allgemeiner Einstieg ohne Voreinstellungen und Layer: Daten- und Kartendienst der Landesanstalt für Umwelt Baden-Württemberg (LUBW) (Hinweise)
1. 1 2  Höhe nach dem Höhenlinienbild auf dem Hintergrundlayer Topographische Karte.
2. ↑  Höhe nach grauer Beschriftung auf dem Hintergrundlayer Topographische Karte.
3. ↑  Länge nach dem Layer Gewässernetz (AWGN), ergänzt um ein kleines, auf der Gewässerkarte nicht berücksichtigtes Anfangsstück, das auf dem Hintergrundlayer Topographische Karte abgemessen wurde.
4. ↑  Einzugsgebiet abgemessen auf dem Hintergrundlayer Topographische Karte.
5. ↑  Natur teilweise nach dem Layer Biotop.

### Andere Belege
1. ↑  Wolf-Dieter Sick: Geographische Landesaufnahme: Die naturräumlichen Einheiten auf Blatt 162 Rothenburg o. d. Tauber. Bundesanstalt für Landeskunde, Bad Godesberg 1962. → Online-Karte (PDF; 4,7 MB)
2. ↑  Geologie nach den Layern zu Geologische Karte 1:50.000 auf: Mapserver des Landesamtes für Geologie, Rohstoffe und Bergbau (LGRB) (Hinweise)